# Jacek Kitliński
Jacek Kitliński (ur. 1968) – funkcjonariusz Służby Więziennej, generał inspektor Służby Więziennej, w latach 2015–2023 dyrektor generalny Służby Więziennej, w latach 2013–2015 Zastępca Dyrektora Generalnego.

## Życiorys
Jest absolwentem Wydziału Społeczno-Pedagogicznego Wyższej Szkoły Pedagogicznej w Rzeszowie. Ukończył również studia podyplomowe na Uniwersytecie Warszawskim i specjalistyczne kursy z zakresu pomocy psychologicznej organizowane przez Instytut Psychologii Zdrowia i Trzeźwości w Warszawie, a także w zakresie praw i wolności człowieka organizowane przez Helsińską Fundację Praw Człowieka. Zdał egzamin dla kandydatów na członków rad nadzorczych w Spółkach Skarbu Państwa.
Pracę w Służbie Więziennej rozpoczął w 1993 jako młodszy wychowawca w Zakładzie Karnym w Żytkowicach. Rok później został skierowany do Szkoły Oficerskiej w Centralnym Ośrodku Szkolenia Służby Więziennej w Kaliszu. Po jej ukończeniu w 1995 został przeniesiony do Zakładu Karnego w Rzeszowie. W 1997 awansowany tam na stanowisko kierownika działu terapeutycznego dla osób uzależnionych od środków odurzających i psychotropowych. Pod koniec 2000 oddelegowany do pełnienia służby na jako inspektor, a następnie starszy inspektor Biura Penitencjarnego w Centralnym Zarządzie Służby Więziennej w Warszawie. W 2003 powrócił do Rzeszowa jako specjalista ds. penitencjarnych w Okręgowym Inspektoracie Służby Więziennej, zostając zarazem rzecznikiem prasowym podkarpackiej Służby Więziennej. 1 stycznia 2007 objął funkcję Dyrektora Okręgowego Służby Więziennej w Rzeszowie, zajmował to stanowisko do 24 marca 2013. 25 marca 2013 powołany na stanowisko Zastępcy Dyrektora Generalnego Służby Więziennej, zajmował to stanowisko do 29 stycznia 2015. Z dniem 30 stycznia 2015 na Dyrektora Generalnego Służby Więziennej w miejsce odwołanego Jacka Włodarskiego. W marcu 2015 awansowany na generała Służby Więziennej. W dniu 29 czerwca 2023 roku, podczas Centralnych Obchodów Święta Służby Więziennej, został awansowany na stopień generała inspektora Służby Więziennej. W dniu 29 grudnia 2023 decyzją premiera Donalda Tuska odwołany ze stanowiska Dyrektora Generalnego Służby Więziennej. 11 sierpnia 2025 usłyszał zarzuty prokuratorskie: nie dopełnienia obowiązków i przekroczenia uprawnień.

## Odznaczenia
- Krzyż Kawalerski Orderu Odrodzenia Polski (2024)[6]
- Złoty Krzyż Zasługi (2021)[7]
- Złoty Medal za Zasługi dla Policji (2013)[8]
- Brązowa Odznaka „Zasłużony dla ochrony przeciwpożarowej” (2015)[9]